# Gopher
Gopher is een gedistribueerd netwerkprotocol voor het zoeken en ophalen van documenten, ontworpen voor het internet. Anders uitgedrukt is het een menu- of tekstueel gestuurd navigatieprogramma op het Internet. Het werd in 1991 uitgebracht door Paul Lindner en Mark McCahill van de Universiteit van Minnesota.

## Oorsprong
Het oorspronkelijke doel van Gopher was vergelijkbaar met het World Wide Web, en inmiddels is het vrijwel geheel daardoor vervangen. Het Gopher-protocol heeft een aantal kenmerken die het Web niet kent, zoals het feit dat er een veel sterkere hiërarchie wordt opgelegd aan de opgeslagen informatie. Sommigen beschouwen Gopher als een superieur protocol voor het opslaan en doorzoeken van grote hoeveelheden informatie.

## Oorzaken van de neergang
Toen het Wereldwijde web in 1991 voor het eerst werd geïntroduceerd was Gopher al populair. Maar toen in februari 1993 de Universiteit van Minnesota aankondigde dat ze licentiegelden over het gebruik van Gopher zou gaan heffen, daalde de populariteit van de Gopherservers. Sommigen menen dat deze snelle neergang Gopher tot een voetnoot in de geschiedenis van het Internet heeft gemaakt.
Gopher werd bekritiseerd vanwege zijn beperkte structuur, waardoor het minder flexibel was dan de vrije HTML-opmaak van het web. Voor Gopher moet elk document een gedefinieerde indeling en type hebben, en de gewone gebruiker moet door één enkel, op de server vastgelegd tekstueel menusysteem navigeren om een bepaald document te bereiken. Velen vonden het kunstmatige verschil tussen menu en document in het Gophersysteem onhandig, en de open flexibiliteit van het Web veel handiger voor vrij opgemaakte, samenhangende verzamelingen documenten en interactieve toepassingen.

## Verwante technologie
De belangrijkste zoekmachine voor Gopher is Veronica. Daarmee kan je op woorden zoeken in de menutitels van de meeste gopherservers. Een zoekactie op Veronica produceert een menu van Gopher-items, die ieder een directe verwijzing zijn naar het item op de respectievelijke server.

## Beschikbaarheid van Gopher
In 2013 zijn er nog steeds een paar Gopherservers aanwezig op het net, in organisaties zoals het Smithsonian Institution en de Amerikaanse regering; een paar worden ook onderhouden door Gopher-enthousiastelingen.
De ondersteuning van Gopher werd in juni 2002 uitgeschakeld in Internet Explorer (versie 5) vanwege een veiligheidslek; het kan weer aangezet worden door het register van Windows te wijzigen. Andere browsers, waaronder Mozilla Firefox 4+, ondersteunen Gopher middels plug-ins. Konqueror ondersteunt Gopher volledig wanneer de KIO-plug-in voor gopher is geïnstalleerd. Google Chrome ondersteunt Gopher niet, maar voor versie 19-23 kon een plug-in gebruikt worden.
Een publieke proxyserver op gopher.floodgap.com zet Gopherpagina's om naar HTML, zodat ze met elke browser te bekijken zijn.